# 通信対局 早指将棋三段
『通信対局 早指将棋三段』（つうしんたいきょく はやざししょうぎさんだん）は、2008年7月23日よりWiiウェアでダウンロード販売開始された任天堂のコンピュータ将棋ソフトである。『通信対局』シリーズ第1弾。

## 概要
対局はオフライン、オンライン（持ち時間30分、ニンテンドーWi-Fiコネクションを利用）、コンピュータとの対局がある。棋譜データの保存により、対局の中断・再開（ただし、オンライン対局では再開時の相手はコンピュータになる）や打ち筋の研究が可能。オンラインはフレンド登録した相手のほか、初級・中級・上級とレベルを自己申告することで相手を募集、対局履歴によりマッチングの精度が上がっていく。コンピュータの思考ルーチンは飯田研のTACOSを使用、6つの難易度が選択できる。
ほかにも将棋講座、詰将棋（200問以上）が収録されている。